# ATP Challenger Tempe
Das ATP Challenger Tempe (offizieller Name: Tempe Challenger) war ein Tennisturnier in Tempe, das 2017 einmalig ausgetragen wird. Es war Teil der ATP Challenger Tour und wurde im Freien auf Hartplatz ausgetragen.

## Liste der Sieger

### Einzel
| Jahr | Sieger          | Finalgegner      | Ergebnis      |
| ---- | --------------- | ---------------- | ------------- |
| 2017 | Tennys Sandgren | Nikola Milojević | 4:6, 6:0, 6:3 |

### Doppel
| Jahr | Sieger                       | Finalgegner                    | Ergebnis          |
| ---- | ---------------------------- | ------------------------------ | ----------------- |
| 2017 | Walter Trusendi Matteo Viola | Marcelo Arévalo José Hernández | 5:7, 6:2, [12:10] |